# منطقه صنعتی کمرد
منطقه صنعتی کمرد یک منطقهٔ مسکونی در ایران است که در شهرستان پردیس واقع شده‌است. منطقه صنعتی کمرد ۱٬۷۴۲ نفر جمعیت دارد. شهرک صنعتی کمرد، در جاده قدیم تهران – بومهن و 24 کیلومتری شهر تهران، واقع شده است. تا قبل از سال 1350، هیچ تاسیساتی در این منطقه وجود نداشت ولی بعد از آن سال و مخصوصا بعد از انقلاب به سرعت بر وسعت و ساخت و سازهای شهرک صنعتی کمرد افزوده شد، به طوری که در سال های اخیر بیش از 700 واحد صنعتی و کارگاه تولیدی و خدماتی کوچک و بزرگ در آن مشغول به کار هستند.
1. ↑  مشارکت‌کنندگان ویکی‌پدیا. «Kamard Industrial Complex». در دانشنامهٔ ویکی‌پدیای انگلیسی.
2. ↑  «شهرک های صنعتی شرق تهران». شجر نیوز.